# Robert Fisk
Robert Fisk (12. jul 1946 – 30. oktobar 2020) bio je britanski pisac i novinar koji je radio kao dopisnik lista Independent za Bliski Istok i uživao status najnagrađivanijeg britanskog novinara. Više od 30 godina svog života Fisk je proveo u Libanu. Bio je poznat po oštroj kritici američke i zapadne politike prema Bliskom istoku.
Njegovi članci su ga učinili omraženom osobom među američkim neokonzervativcima i njihovim pristalicama u američkoj sferi uticaja, čije su onlajne kritike Fiskovih tekstova poslužile kao podloga za novu reč: „fisking”. Fisk je dobitnik brojnih britanskih i međunarodnih novinarskih nagrada, uključujući novinarsku nagradu Stranog novinara godine koju je dobio sedam puta. Objavio je više knjiga i izveštavao je o nekoliko ratova i oružanih konflikta.
Kao reporter koji govori arapski, jedan je od retkih zapadnih novinara koji su intervjuisali Osamu bin Ladena, što je on učinio u tri navrata u periodu od 1993. do 1997. godine.

## Nagrade i počasti
Fisk je primio britansku novinarsku nagradu Međunarodni novinar godine sedam puta i dva puta je osvojio nagradu „Reporter godine”. Takođe je primio nagradu Amnesti internašonal za UK medije 1992. godine za njegov izveštaj „Druga strana sage o taocima”, godine 1998. za njegove izveštaje iz Alžira i ponovo 2000. godine za njegove članke o NATO bombardovanju SRJ 1999. godine.
- 1984 Lankaster univerzitet diploma sa počastima[11]
- 1991 Džejkobova nagrada za pokrivanje Zalivskog rata na RTÉ Radio 1[12]
- 1999 Orvelova nagrada za žurnalizam[13]
- 2001 Dejvid Vatova nagrada za istraživanje genocida nad Jermenima Otomanskog carstva iz 1915. godine[14]
- 2002 Nagrada za žurnalizam Marte Gelhorn[15]
- 2003 počasni doktorat Otvorenog univerziteta[16]
- 2004 počasna diploma Univerziteta u Sent Endruzu[17]
- 2004 počasna diploma Karleton univerziteta[18]
- 2005 Memorijalno predavanje Edvarda Saida na Adelejdskom univerzitetu[19]
- 2006 počasna diploma političkih i društvenih nauka Gentskog univerziteta[20]
- 2006 počasna diploma Američkog univerziteta u Bejrutu[21]
- 2006 počasna diploma Kvins univerziteta u Belfastu[22]
- 2006 Lananova nagrada za slobudu kulture vredna $350,000[23]
- 2008 počasna diploma Univerziteta u Kentu[24]
- 2008 počasni doktorat Triniti koledža u Dablinu[25]
- 2009 zlatna medalja za izvanredni doprinos javnom diskorsu Koledža istorijskog društva[26]
- 2009 počasna diploma Liverpulskog Houp univerziteta[27][28]
- 2011 Internacionalna nagrada na Amalfijevih obalskih medija, Italija[29]

## Radovi

### Knjige
Njegova najznačajnija i verovatno najpoznatija knjiga iz 2005. godine, Veliki rat za civilizaciju, sa njegovom kritikom pristupa Zapada i Izraela pitanjima Srednjeg istorka, bila je dobro prihvaćen od strane kritičara i proučavalaca međunarodnih odnosa. Međutim, recenzent za novine The Guardian, bivši britanski ambasador u Libiji, Oliver Majls, bio je manje entuzijastičan. On je napisao da „žalosno veliki broj grešaka” u 1.366 stranica dugoj knjizi „potkopava poverenje čitaoca” i da bi „pažljivo uređivanje i nemilosrdno potkresivanje možda od ovoga proizvelo dve ili tri dobre kratke knjige”.
- The Point of No Return: The Strike which Broke the British in Ulster London: Times Books/Deutsch. 1975.  978-0-233-96682-3.
- In Time of War: Ireland, Ulster and the Price of Neutrality, 1939–1945 London: Gill & Macmillan. 2001.  978-0-7171-2411-4. (1st ed. 1983).
- Pity the Nation : Lebanon at War (3rd ed. 2001). London: Oxford University Press; xxi, 727 pages.  978-0-19-280130-2. (1st ed. was 1990).
- The Great War for Civilisation: The Conquest of the Middle East (October 2005) London. Fourth Estate; xxvi, 1366 pages.  978-1-84115-007-9.
- The Age of the Warrior: Selected Writings. London, Fourth Estate. 2008.  978-0-00-727073-6.
- Robert Fisk on Algeria (2013) Independent Print Limited

### Video dokumentarni zapisi
Fisk proizveo trodelnu seriju pod naslovom Od Bejruta do Bosne 1993. godine, za koji je rekao da je bila pokušaj „da se utvrdi zašto sve veći broj muslimana mrzi Zapad”. Fisk je izjavio da Diskaveri kanal nije ponovno prikazao filmove, nakon inicijalnog potpunog prikazivanja, zbog kritičkih pisama koje su poslale pro-izraelske grupe kao što je CAMERA.

## Literatura
- Robert Fisk on Shakespeare and War (The Independent 30/03/2007)
- Journalism and 'the words of power': Robert Fisk address to the fifth Al Jazeera annual forum on 23 May 2010.

## Spoljašnje veze
- Robert Fisk на веб-сајту  (језик: енглески)